# Bandar bituberosa
Bandar bituberosa là một loài bọ cánh cứng trong họ Cerambycidae.